# Kottenforst-Waldville
Das Gebiet Kottenforst-Waldville ist ein mit Verordnung von 2004 des Regierungspräsidiums Köln ausgewiesenes Europäisches Vogelschutzgebiet (Schutzgebietkennung DE-5308-401) im Süden des deutschen Landes Nordrhein-Westfalen.
Die Vogelschutzrichtlinie der Europäischen Union dient der Erhaltung der wildlebenden, im Gebiet ihrer Mitgliedsstaaten heimischen Vogelarten und der Regelung des Schutzes, der Bewirtschaftung und der Regulierung dieser Vögel, ihrer Eier und Lebensräume.

## Lage
Die fünf Teilgebiete des insgesamt rund 36 Quadratkilometer großen Vogelschutzgebiets „Kottenforst-Waldville“ liegen in der Stadt Bonn und dem Rhein-Sieg-Kreis. Sie erstrecken sich auf der nahezu ebenen Rhein-Hauptterrasse, südöstlich und nordwestlich der Bundesautobahn 565, zwischen Heimerzheim – größte Ortschaft der Gemeinde Swisttal – im Nordwesten, Bad Godesberg im Nordosten und der Gemeinde Wachtberg im Südosten.

## Beschreibung
Das EU-Vogelschutzgebiet „Kottenforst-Waldville“ repräsentiert einen der größten zusammenhängenden Waldkomplexe im Naturraum mit einer landesweit bedeutsamen Mittelspechtpopulation. Es wird als „ausgedehntes Waldgebiet mit großflächigen Eichen-Hainbuchenwäldern, naturnahen Altholzbeständen, kleinen meist sommertrockenen Waldtümpeln (sogenannte „Maare“), naturnahen Quellsiepen, sehr steilen Kerbtälern, Erlen-Auwäldern und Quellsümpfen“ beschrieben.

### Lebensraumklassen
|                                            |                                            |  |      |      |
| N06 – Binnengewässer, stehend und fließend | N06 – Binnengewässer, stehend und fließend |  | 3 %  | 3 %  |
| N09 – Trockenrasen, Steppen                | N09 – Trockenrasen, Steppen                |  | 1 %  | 1 %  |
| N10 – Feuchtes und mesophiles Grünland     | N10 – Feuchtes und mesophiles Grünland     |  | 2 %  | 2 %  |
| N16 – Laubwald                             | N16 – Laubwald                             |  | 63 % | 63 % |
| N19 – Mischwald                            | N19 – Mischwald                            |  | 6 %  | 6 %  |
| N20 – Kunstforste                          | N20 – Kunstforste                          |  | 25 % | 25 % |
|                                            |                                            |  |      |      |

### Lebensraumtypen
Folgende Lebensraumtypen sind im Vogelschutzgebiet „Kottenforst-Waldville“ beschrieben:
- 3150 – Natürliche eutrophe Seen mit einer Vegetation des Großlaichkrauts oder Hydrocharitions
- 6510 – Magere Flachland-Mähwiesen
- 9110 – Hainsimsen-Buchenwald (Luzulo-Fagetum)
- 9130 – Waldmeister-Buchenwald
- 9160 – Subatlantischer oder mitteleuropäischer Stieleichenwald oder Sternmieren-Eichen-Hainbuchenwald (Carpinion betuli)
- 91E0 – Auen-Wälder mit Schwarzerle und Gemeiner Esche

## Schutzzweck
Wesentlicher Schutzzweck ist die Erhaltung und Entwicklung der Eichen-Hainbuchen-, Buchen- und Erlen-Eschenwäldern durch eine naturnahe Waldbewirtschaftung, die Erhaltung und Entwicklung angemessener Alt- und Totholzanteile sowie der Schutz der naturnahen Bäche, Quellsümpfe, Teiche und „Maare“.
Die gebietsbezogenen Erhaltungsziele und Erhaltungsmaßnahmen sind aber je nach Art unterschiedlich beschrieben.

### Brutvögel

#### Grauspecht

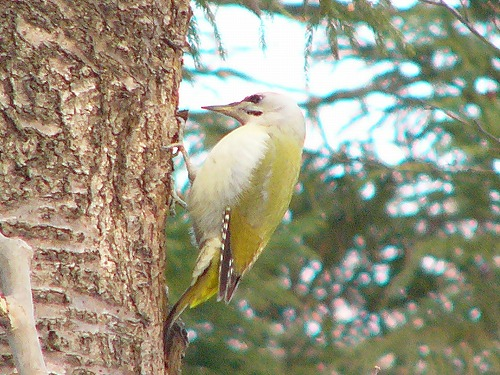
Grauspecht

Erhaltung und Entwicklung von ausgedehnten, lebensraumtypischen Laub- und Mischwäldern (vor allem Buchenwälder) mit hohen Alt- und Totholzanteilen von bis zu zehn Bäumen je Hektar, die Vermeidung der Zerschneidung und Verinselung der besiedelten Waldgebiete, die Erhaltung und Entwicklung von sonnigen Lichtungen, Waldrändern, lichten Waldstrukturen und Kleinstrukturen (Stubben, Totholz) sowie Grünland als Nahrungsflächen, die Verbesserung des Nahrungsangebotes (zum Beispiel reduzierte Düngung, keine Pflanzenschutzmittel), die Erhaltung von Höhlenbäumen sowie Forderung eines dauerhaften Angebotes geeigneter Brutbäume (vor allem >100-jährige Buchen, Bäume mit Schadstellen) sowie die Vermeidung von Störungen an den Brutplätzen von März bis Juli

#### Mittelspecht

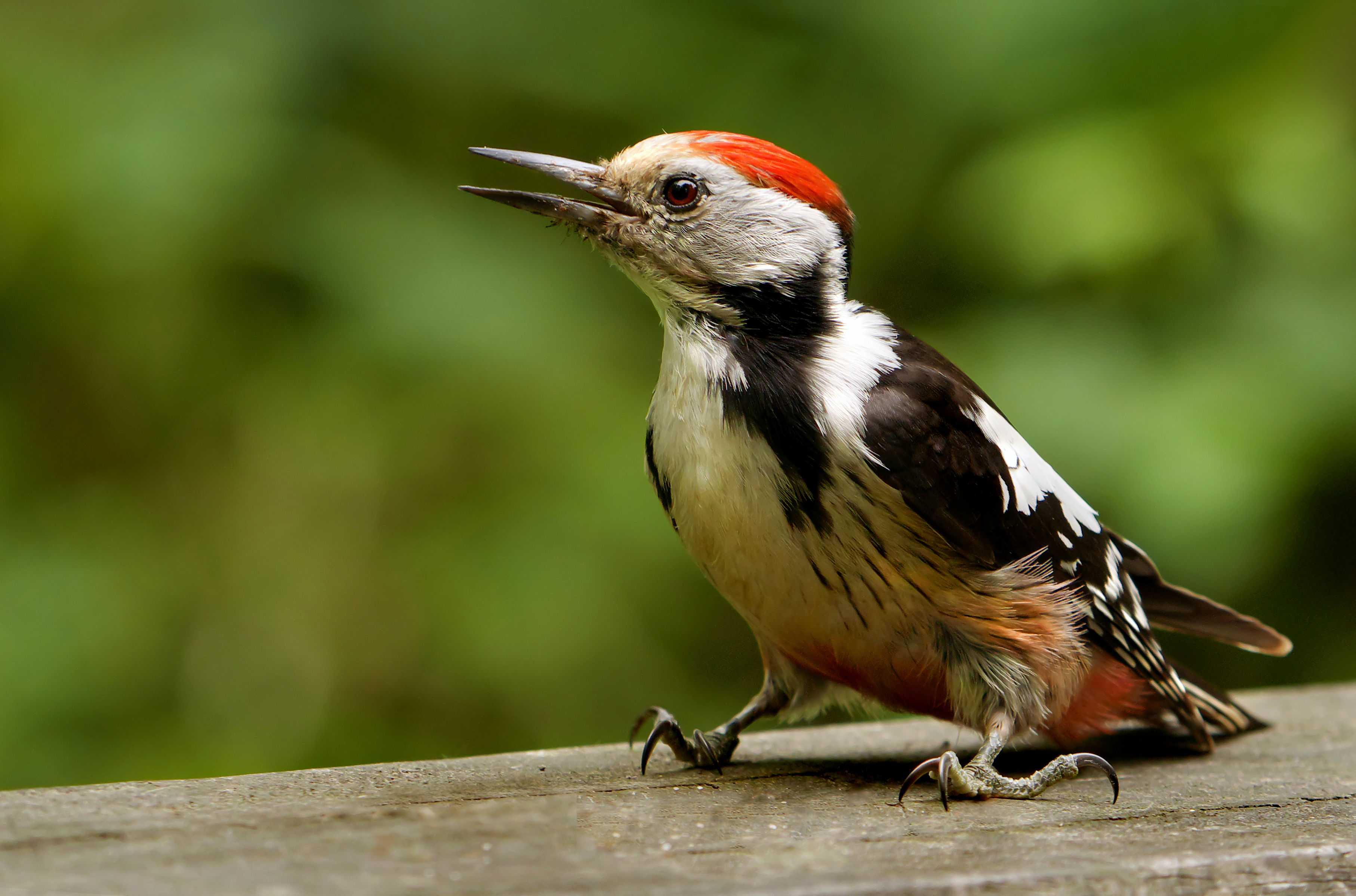
Mittelspecht

Erhaltung und Entwicklung von ausgedehnten, lebensraumtypischen Laub- und Mischwäldern sowie von Hartholzauen mit hohen Alt- und Totholzanteilen, die Erhöhung des Eichenwaldanteils, die Vermeidung der Zerschneidung und Verinselung geeigneter Waldgebiete, die Verbesserung des Nahrungsangebotes, die Erhaltung von Höhlenbäumen sowie Förderung eines dauerhaften Angebotes geeigneter Brutbäume sowie die Vermeidung von Störungen an den Brutplätzen von März bis Juni

#### Nachtigall
Erhaltung und Entwicklung von unterholzreichen Laubmischwäldern und Gehölzen in Gewässernähe sowie von dichten Gebüschen an Dämmen, Böschungen, Gräben und in Parkanlagen, die Erhaltung und Entwicklung von nahrungs- und deckungsreichen Habitatstrukturen (vor allem dichte Krautvegetation, hohe Staudendickichte, dichtes Unterholz), die Verbesserung des Wasserhaushaltes zur Stabilisierung eines lebensraumtypischen Wasserstandes in Feucht- und Auwäldern sowie Feuchtgebieten sowie die Verbesserung des Nahrungsangebotes im Umfeld der Brutplätze

#### Pirol

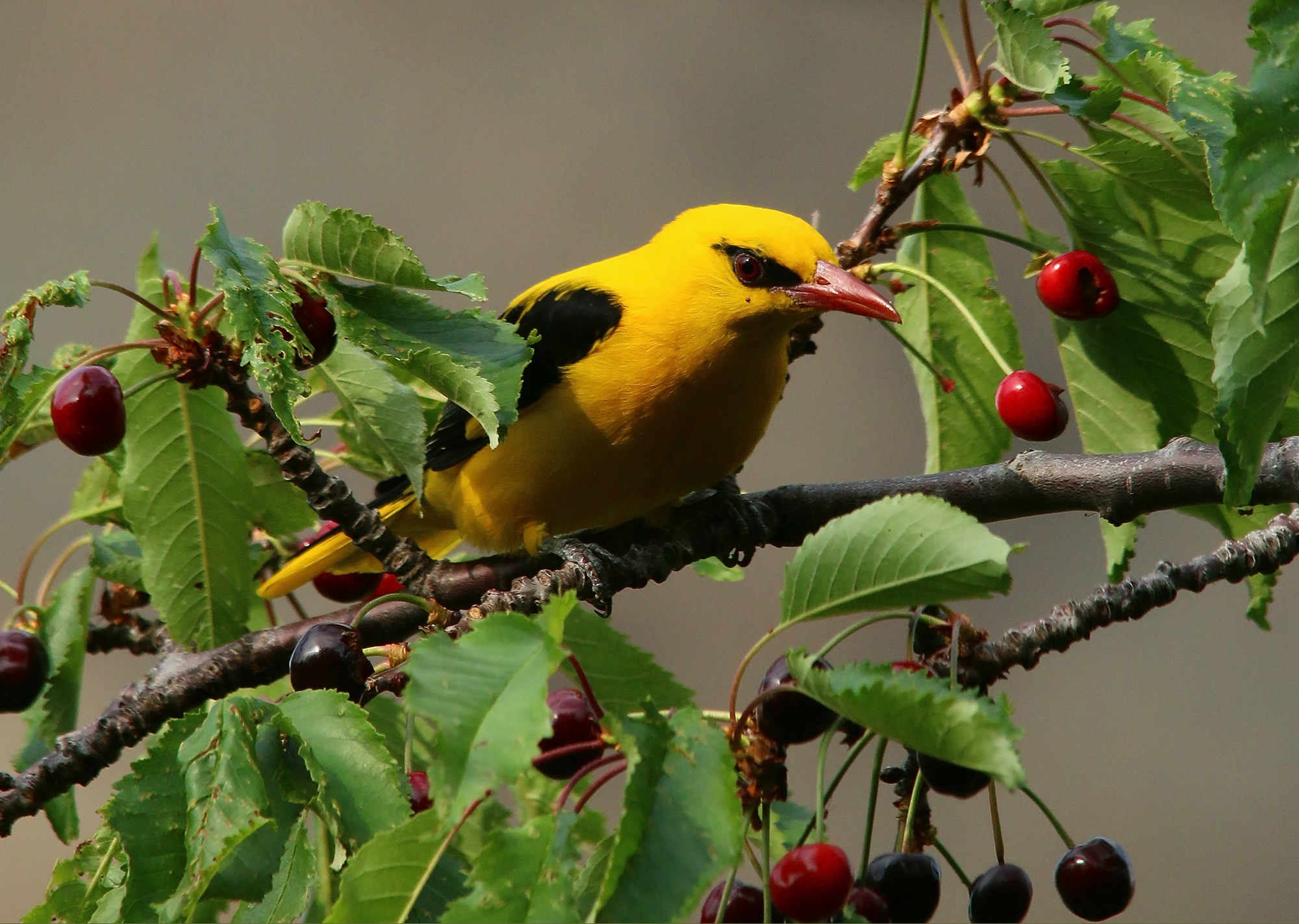
Pirol

Erhaltung und Entwicklung von lebensraumtypischen Weichholz- und Hartholzauenwäldern, Bruchwäldern sowie von lichten feuchten Laubmischwäldern mit hohen Altholzanteilen, die Erhaltung und Entwicklung von feuchten Feldgehölzen, Parkanlagen mit alten hohen Baumbeständen, die Verbesserung des Wasserhaushaltes zur Stabilisierung eines lebensraumtypischen Wasserstandes in Feucht- und Auwäldern sowie die Verbesserung des Nahrungsangebotes im Umfeld der Brutplätze (keine Pflanzenschutzmittel)

#### Rotmilan
Erhaltung und Entwicklung von Waldgebieten mit lichten Altholzbeständen sowie von offenen, strukturreichen Kulturlandschaften, die Vermeidung der Zerschneidung und Verinselung der besiedelten Lebensräume, die Erhaltung und Entwicklung von geeigneten Nahrungsflächen (vor allem Grünland- und Ackerflächen, Säume, Belassen von Stoppelbrachen), die Erhaltung der Horstbäume mit einem störungsarmen Umfeld, die Vermeidung von Störungen an den Brutplätzen von April bis Juli, die Entschärfung bzw. Absicherung von gefährlichen Strommasten und Freileitungen sowie die Reduzierung der Verluste durch Sekundärvergiftungen (Giftköder)

#### Schwarzspecht

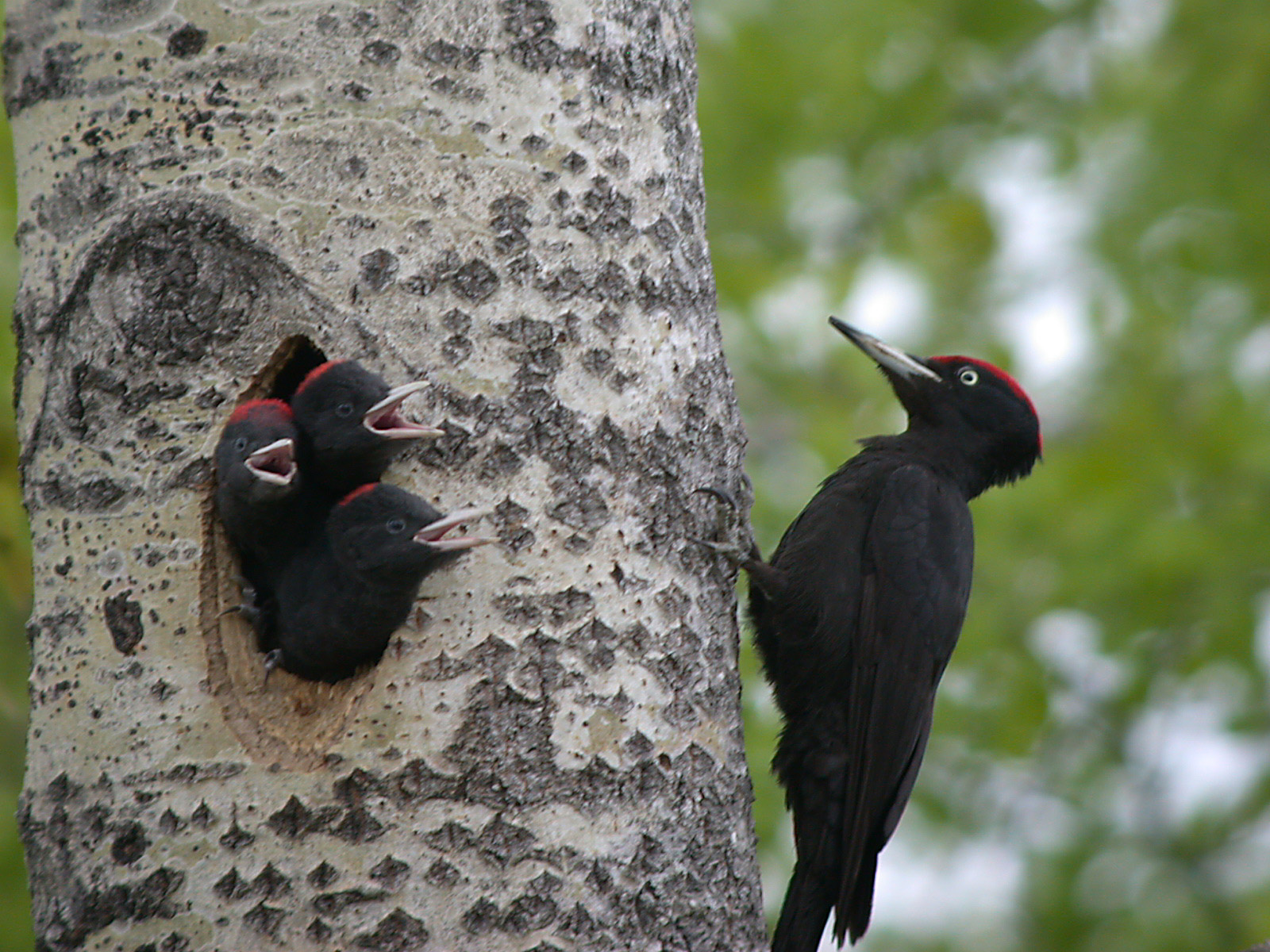
Schwarzspecht

Erhaltung und Entwicklung von lebensraumtypischen Laub- und Mischwäldern (vor allem Buchenwälder) mit hohen Alt- und Totholzanteilen (bis zu zehn Bäumen je Hektar), die Vermeidung der Zerschneidung der besiedelten Waldgebiete, die Erhaltung und Entwicklung von sonnigen Lichtungen, Waldrändern, lichten Waldstrukturen und Kleinstrukturen (Stubben, Totholz) als Nahrungsflächen, die Verbesserung des Nahrungsangebotes, die
Erhaltung von Höhlenbäumen sowie Förderung eines dauerhaften Angebotes geeigneter Brutbäume (vor allem >120-jährige Buchen) sowie die Vermeidung von Störungen an den Brutplätzen von März bis Juni

#### Schwarzstorch
Erhaltung und Entwicklung von großflächigen, störungsarmen, strukturreichen Laub- und Mischwäldern mit einem hohen Altholzanteil, die Vermeidung der Zerschneidung geeigneter Waldgebiete, die Erhaltung und Entwicklung von naturnahen Bächen, Feuchtwiesen, Feuchtgebieten, Sümpfen, Waldtümpeln als Nahrungsflächen, die Verbesserung des Wasserhaushaltes zur Stabilisierung eines hohen Grundwasserstandes im Bereich von Nahrungsgewässern, die Erhaltung der Horstbäume mit einem störungsarmen Umfeld, die Einrichtung von Horstschutzzonen mit mindestens 200 Meter Radius um Horst, die Vermeidung von Störungen an den Brutplätzen und Nahrungsflächen (März bis August), die Lenkung der Freizeitnutzung im großflächigen Umfeld der Brutvorkommen sowie die Entschärfung bzw. Absicherung von gefährlichen Strommasten und Freileitungen

#### Wespenbussard
Erhaltung und Entwicklung von Laub- und Laubmischwäldern mit lichten Altholzbeständen in strukturreichen, halboffenen Kulturlandschaften, die Erhaltung und Entwicklung von Lichtungen und Grünlandbereichen, strukturreichen Waldrändern und Säumen als Nahrungsflächen mit einem reichhaltigen Angebot an Wespen, die Verbesserung der Nahrungsangebotes, die Erhaltung der Horstbäume mit einem störungsarmen Umfeld sowie die Vermeidung von Störungen an den Brutplätzen von Mai bis August

### Zugvögel und Wintergäste

#### Eisvogel

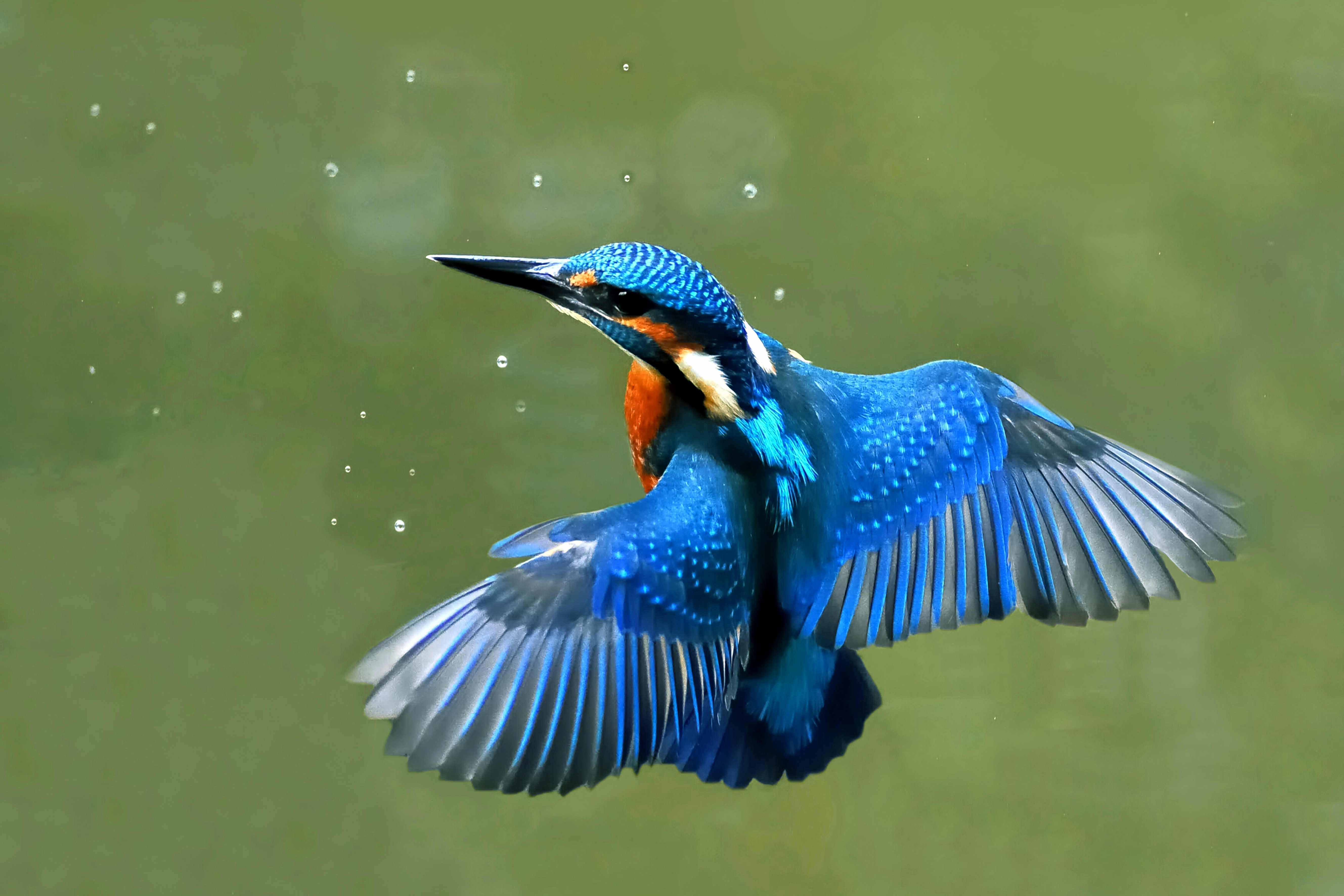
Eisvogel im Schwebflug

Erhaltung und Entwicklung von dynamischen Fließgewässersystemen mit Überschwemmungszonen, Prallhängen, Steilufern, die Vermeidung der Zerschneidung der besiedelten Lebensräume, die Erhaltung und Förderung eines dauerhaften Angebotes natürlicher Nistplätze, die schonende Gewässerunterhaltung unter Berücksichtigung der Ansprüche der Art, die Reduzierung von Nährstoff-, Schadstoff- und Sedimenteinträgen im Bereich der Nahrungsgewässer sowie die Vermeidung von Störungen an den Brutplätzen von März bis September

## Zusammenhang mit anderen Schutzgebieten
Mit dem Vogelschutzgebiet „Kottenforst-Waldville“ sind folgende, zusammenhängende Schutzgebiete (Auswahl) ausgewiesen:
- Naturpark Rheinland
- Naturschutzgebiet „Katzenlochbachtal“